# Budó Ágoston-díj
Az Eötvös Loránd Fizikai Társulat Budó Ágoston-díjat adományoz annak a tagjának, aki az optika, molekulafizika vagy a kísérleti fizika területén kimagasló eredményt ért el. A díj névadója Budó Ágoston  (1914–1969) Kossuth-díjas fizikus, egyetemi tanár, a Magyar Tudományos Akadémia rendes tagja.

## A Budó Ágoston-díj kitüntetettjei
- 1994 Laczkó Gábor adjunktus, az „Időfelbontott fluoreszcencia spektroszkópia továbbfejlesztése és alkalmazásai” című pályázatáért,
- 1995 -
- 1996 -
- 1997 -
- 1998 -
- 1999 Kruppa András (ATOMKI) Rezonancia állapotok leírására vonatkozólag elért eredményeiért
- 2000 -
- 2001 -
- 2002 -
- 2003 -
- 2004 Horváth Gábor
- 2005 -
- 2006 -
- 2007 Nánai László
- 2008  -
- 2009  -
- 2010  -
- 2011 Gyürky György
- 2012 Hartman Péter
- 2013 Hopp Béla
- 2014 Lengyel Krisztián
- 2015 Erdélyi Miklós
- 2016 Bordács Sándor
- 2017 Maák Pál
- 2018 –
- 2019 Geretovszkyné Varjú Katalin
- 2020 Lenk Sándor